# Трясохвіст
Трясохві́ст (Cinclodes) — рід горобцеподібних птахів родини горнерових (Furnariidae). Представники цього роду мешкають в Південній Америці.

## Опис
Трясохвости — кремезні птахи невеликого і середнього розміру, середня довжина яких становить 15—24 см, а вага 22—109 г. Вони мають міцні лапи й міцні, гострі, дещо вигнуті дзьоби. Забарвлення трясохвостів непримітне, переважно коричневе, над очима білі «брови», хвіст квадратний. У багатьох представників роду на крилах є світлі смуги. Спів гучний, включає різноманітні трелі. Під час співу трясохвости піднімають над головою крила.
Трясохвости живуть на відкритих просторах, зокрема на гірських луках і скелястих схилах, часто поблизу води, на берегах гірських річок або на морських узбережжях. Вони живляться різноманітними дрібними безхребетними. Гніздяться в норах або в заглибинах серед скель.

## Види
Виділяють п'ятнадцять видів:
- Трясохвіст довгохвостий (Cinclodes pabsti)
- Трясохвіст острівний (Cinclodes antarcticus)
- Трясохвіст смугастокрилий (Cinclodes fuscus)
- Трясохвіст рудокрилий (Cinclodes comechingonus)
- Трясохвіст білобровий (Cinclodes albidiventris)[5]
- Трясохвіст гірський (Cinclodes albiventris)[6]
- Трясохвіст скельний (Cinclodes olrogi)
- Трясохвіст сіробокий (Cinclodes oustaleti)
- Трясохвіст строкатий (Cinclodes excelsior)
- Трясохвіст бурочеревий (Cinclodes aricomae)
- Трясохвіст білочеревий (Cinclodes palliatus)
- Трясохвіст білокрилий (Cinclodes atacamensis)
- Трясохвіст темночеревий (Cinclodes patagonicus)
- Трясохвіст бурий (Cinclodes taczanowskii)
- Трясохвіст прибережний (Cinclodes nigrofumosus)

## Етимологія
Наукова назва роду Cinclodes походить від сполучення наукової назви роду Пронурок Cinclus Bechstein, 1802 і слова дав.-гр. οιδης — той, що нагадує.